# أوستأربايتر
أوستأربايتر Ostarbeiter (تُلفظ بالألمانية: [ˈʔɔstˌaɐ̯baɪtɐ] ، تترجم حرفيا. «العامل الشرقي» بمثابة تصنيف ألماني نازي للعمال الرقيق الأجانب الذين تم تجميعهم من أوروبا الوسطى والشرقية المحتلة لأداء أعمال السخرة في ألمانيا خلال الحرب العالمية الثانية. بدأ الألمان بترحيل المدنيين في بداية الحرب وبدأوا في القيام بذلك على مستويات غير مسبوقة عقب عملية بربروسا في عام 1941.قبضو على أوستاربيتر من المناطق الألمانية التي تشكلت حديثا من الإدارة العسكرية في أوكرانيا، مقاطعة غاليسيا (نفسها تعلق على الحكومة العامة)، ومفوضية الرايخ أوستلاند. تضمنت هذه المناطق بولندا التي كانت تحتلها ألمانيا والمناطق المحتلة من الاتحاد السوفيتي. وفقا لبافيل بوليان، كان أكثر من 50 ٪ من أوستاربيتررعايا اوفيتيينسابقايننن أراضي أوكرانيا الحديثة، تليها النساء العاملات البولنديات (تقترب من 30 ٪ من المجموع). شمل العمال الشرقيون الأوكرانيين والبولنديين والبيلاروسيين والروس والتتار وغيرهم. تتراوح تقديرات عدد أوستاربيتربين 3 ملايين و 5.5 مليون.
بحلول عام 1944، كان معظم العمال الجدد صغارًا جدًا وتقل أعمارهم عن 16 عامًا لأن كبار السن كانوا يُجندون عادة للخدمة في ألمانيا؛ 30٪ كانوا صغارًا في عمر 12 - 14 عامًا عند نقلهم من منازلهم. تم تخفيض الحد الأدنى للسن إلى 10 في نوفمبر 1943. نظرًا لأن حوالي نصف المراهقين كانوا من الإناث، كان أوستاربيتر في كثير من الأحيان ضحايا للاغتصاب وحصل هناك عشرات الآلاف من حالات الحمل بسبب الاغتصاب.
تلقى أستربيست في كثير من الأحيان حصص المجاعة وأجبروا على العيش في مخيمات حراسة. مات الكثيرون من الجوع والإرهاق والتفجيرات (كانوا محرومين في كثير من الأحيان من الوصول إلى ملاجئ القنابل) وسوء المعاملة والإعدام التي قام بها المشرفون الألمان. وكثيرا ما حرم أستربيستمن اللحصول على اأجور عندما يتقاضون رواتبهم تلقوا مدفوعات بعملة خاصة لا يمكن استخدامها إلا لشراء منتجات محددة في المخيمات التي يعيشون فيها.
في أعقاب الحرب، أعادت القوى المحتلة أكثر من 2.5 مليون من المحررين من أستربيست. أولئك الذين عادوا إلى الاتحاد السوفيتي عانوا من النبذ الاجتماعي وكذلك من الترحيل إلى غولاغ «لإعادة التعليم». حظرت السلطات الأمريكية إعادة أستربيست إلى الوطن في أكتوبر 1945، وهاجر بعض منهم إلى الولايات المتحدة وكذلك إلى بلدان أخرى غير الكتلة الشرقية. في عام 2000 قدمت الحكومة الألمانية والآلاف من الشركات الألمانية على دفعة لمرة واحدة فقط مبلغ € 5000000000 لضحايا النظام النازي من أستربيست.

## المصطلح

شارة أوستاربيتر

أدرجت السجلات الألمانية الرسمية في أواخر صيف عام 1944 7.6 مليون عامل مدني أجنبي وأسرى حرب في إقليم «الرايخ الألماني الكبير»، الذين تم جلبهم في معظمهم إلى هناك للعمل بالقوة. وبالتالي، فإنهم يمثلون ما يقرب من ربع جميع العمال المسجلين في الاقتصاد بأكمله للرايخ الألماني في ذلك الوقت.
تم إنشاء نظام طبقي بين Fremdarbeiter (العمال الأجانب) الذين تم إحضارهم إلى ألمانيا للعمل في الرايخ الثالث. اعتمد النظام متعدد الطبقات على طبقات من التسلسلات الهرمية الوطنية. وكان Gastarbeitnehmer ما يسمى العمال الضيوف، الجرمان، الاسكندنافيين والإيطاليين. وZwangsarbeiter، أو العمال القسري وشملت Militärinternierte (المعتقلين العسكريين)، أسرى الحرب، Zivilarbeiter (العمال المدنيين)؛ والسجناء البولنديين بالدرجة الأولى من الحكومة العامة. لقد تلقوا أجورا مخفضة وحصص طعام قليلة وكان عليهم العمل لساعات أطول من السابق، ولم يتمكنوا من استخدام المرافق العامة (مثل المواصلات العامة أو المطاعم أو الكنائس)، منعو من امتلاك عناصر معينة وكان بعضهم مطالبا بارتداء علامة - «بولندي ب» - تعلق على ملابسهم. كان أستربيستامن لعمال الشرقيين في المقام الأول من الإدارة العسكرية في أوكرانيا تم وضع علامة عليها بشارة مكتوب عليها "OST" (شرقًي، على غرار البولنديين من كريسي) وكانت تخضع لظروف أشد قسوة من العمال المدنيين. وقد أُجبروا على العيش في معسكرات خاصة كانت مسيجة بأسلاك شائكة وتحت الحراسة، وتعرضوا بشكل خاص إلى تعسف الجستابو وحراس المنشآت الصناعية التجارية. في نهاية الحرب، تمت إعادة 5.5 مليون من أستربيستإلى الاتحاد السوفيتي.

## التاريخ
في نهاية عام 1941، نشأت أزمة جديدة في ألمانيا النازية. بعد تعبئة الرجال في جيوشها الضخمة، واجهت البلاد نقصًا في العمالة لدعم الصناعات الحربية. للمساعدة على التغلب على هذا النقص، أصدر جورنج قرارًا باستقدام أشخاص من المناطق التي تم الاستيلاء عليها خلال عملية بارباروسا في وسط وشرق أوروبا. هؤلاء العمال البديلون كان يطلق عليهم أستربيست تفاقمت الأزمة مع استمرار الحرب في الشرق. بحلول عام 1944، تحولت السياسة إلى عمليات خطف جماعي لأي شخص تقريبًا للوفاء باحتياجات العمل لدى منظمة تودت من بين مشاريع أخرى مماثلة؛ تم اختطاف 40,000 إلى 50,000 طفل بولندي تتراوح أعمارهم بين 10 و14 عامًا على أيدي القوات الألمانية وتم نقلهم إلى ألمانيا كعمال للرق أثناء ما يسمى Heuaktion. وهي اختصارًا للأطفال الذين لا مأوى لهم والذين تجمعوا بدلاً من أولياء أمورهم. بعد وصولهم إلى ألمانيا، تم تسليم الأطفال إلى خدمات عمال الرايخ أو أعمال طائرات يونكرز. كان الغرض الثانوي من عمليات الاختطاف هذه هو الضغط على السكان البالغين للتسجيل بدلاً من الأطفال.

### التوظيف الطوعي

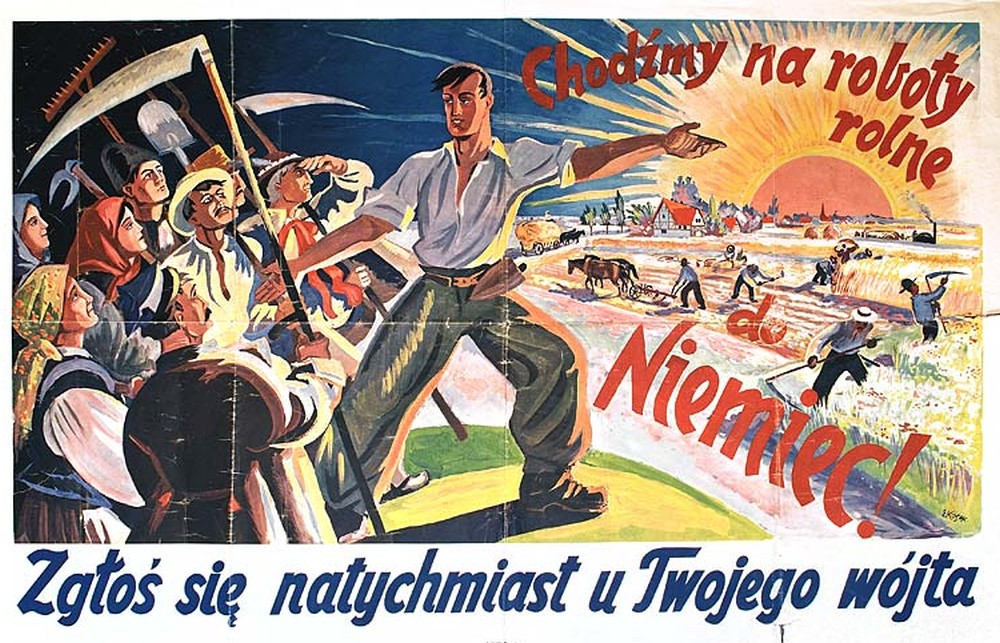
"دعونا نقوم بالعمل الزراعي في ألمانيا.

في البداية تم إطلاق حملة تجنيد في يناير 1942 من قبل فريتز ساوكيل تدعو العمال لذهاب إلى ألمانيا. «في 28 يناير، غادر أول قطار خاص إلى ألمانيا مع وجبات ساخنة في كييف وZdolbunov و Przemyśl». كان القطار الأول ممتلئًا عندما غادر كييف في 22 يناير.
استمر الإعلان في الأشهر التالية. «ألمانيا تدعوك! أذهب إلى ألمانيا الجميلة! عمل 100,000 من الأوكرانيين في ألمانيا الحرة. ماذا عنك؟» عرضت صحيفة كييف الإعلانية في 3 مارس 1942.فشلت الحملة في جذب عدد كافٍ من المتطوعين. تم تنفيذ التجنيد القسري والسخرة،  على الرغم من أن الدعاية لا تزال تصورهم كمتطوعين.

### التوظيف غير الطوعي
مع الأخبار حول الظروف الرهيبة التي واجهها أستربيست في الرايخ الثالث، سرعان ما أختفت مجموعة المتطوعين. ونتيجة لذلك، اضطر الألمان إلى اللجوء إلى التجمعات الجماهيرية مستخدمين غالبًا حيلة استهداف التجمعات الكبيرة مثل تجمعات الكنائس والحشود في الأحداث الرياضية، حيث تظاهرت مجموعات كاملة تحت تهديد السلاح لتنتظر شاحنات الماشية وترحيلها إلى ألمانيا.

#### المربيات
وكانت إحدى الفئات الخاصة هي فئة الشابات المعينين للعمل كمربيات؛ جادل هتلر بأن العديد من النساء يرغبن في إنجاب أطفال، وأن الكثيرات منهن مقيدات بسبب نقص المساعدة المنزلية. (كان هذا أحد الجهود العديدة التي بذلت لتعزيز معدل المواليد.) نظرًا لأن المربيات سيكونن على علاقة وثيقة بالأطفال الألمان وكذلك في وضع قد يتعرضون فيه للاستغلال الجنسي، فقد طُلب منهم أن يكونوا مناسبين للألمنة. تحدث هيملر عن استرجاع الدم الألماني واستفادته من النساء أيضًا، اللواتي سيكون لهن صعود اجتماعي من خلال العمل في ألمانيا وحتى فرصة الزواج هناك. يمكن تعيينهم فقط للعائلات التي لديها العديد من الأطفال الذين يقومون بتدريب المربيات بشكل صحيح أيضًا. تم تنفيذ هذه المهام من قبل الرابطة الوطنية للمرأة الاشتراكية. في الأصل، تم تنفيذ هذا التعيين فقط في الأراضي التي ضمتها بولندا، ولكن قلة النساء اللائي اجتازن الفحص امتدت إلى جميع أنحاء بولندا، وكذلك إلى الأراضي المحتلة في الاتحاد السوفيتي.

### الظروف
داخل ألمانيا، عاش أستربيست إما في معسكرات خاصة تملكها وتديرها الشركات الكبيرة، أو في معسكرات خاصة تحرسها خدمات الشرطة المدفوعة من القطاع الخاص المعروفة باسم Werkschutz. كانوا يعملون في المتوسط 12 ساعة في اليوم وستة أيام في الأسبوع. لقد تم دفع حوالي 30٪ من أجور العمال الألمان. ومع ذلك، ذهبت معظم الأموال لتوفير الغذاء والملابس والطعام. اشتكت السلطات العمالية، RSHA Arbeitskreis، من أن العديد من الشركات نظرت إلى هؤلاء العمال المدنيين السوفيت السابقين على أنهم «سجناء مدنيون»، وعاملتهم وفقًا لذلك، ولم تدفع لهم أية أجور على الإطلاق. أولئك الذين حصلوا على رواتبهم حصلوا على النقود الورقية وختم الادخار المطبوع خصيصًا، والذي يمكنهم استخدامها فقط لشراء عدد محدود من العناصر في متاجر المعسكرات الخاصة. بموجب القانون، حصلوا على حصص غذائية أسوأ من مجموعات العمل القسري الأخرى. أعطيت حصص الجوع والإقامة البدائية لهؤلاء التعساء في ألمانيا.
اقتصر أستربيستعلى متجمعاتهم الخاصة في بعض الحالات معسكرات العمل. نظرًا لكونهم سمن العرق السلافيي فقد صنفتهم السلطات الألمانية على أنهم «أونترمينش» («أدنى من البشر»)، حيث يمكن أن يتعرضوا للضرب والإرهاب والقتل بسبب تجاوزاتهم. أولئك الذين حاولوا الهرب شنقوا حيث تمكن العمال الآخرون من رؤية جثثهم. عوقب الذين أخذو إجازة دون إذن أو حاولو الهروب عوقبو بالإعدام. أصدر النازيون حظرا على العلاقات الجنسية بين الألمان والشرقيين. في 7 ديسمبر 1942، دعا هيملر إلى أن يعاقب بالإعدام أي شخص قام «باتصال جنسي غير مصرح به». وفقًا لهذه القوانين العنصرية الجديدة؛ جميع العلاقات الجنسية، حتى تلك التي لم تؤد إلى الحمل، كانت تُعاقب بشدة على أنها راسينشاندي (التلوث العنصري). خلال الحرب، أُعدم المئات من الرجال البولنديين والروس بسبب علاقاتهم الجنسية بالنساء الألمان،  على الرغم من أن الجناة الرئيسيين إلى حد بعيد - كتب أولريش هربرت - هم العمال المدنيون الفرنسيون والإيطاليون الذين لم يُمنعوا من الاتصالات الاجتماعية معهم.
كان اغتصاب نساء من الأستربيست شائعًا للغاية وأدى إلى عشرات الآلاف من حالات الحمل الناجمة عن الاغتصاب. بدأ الضحايا في إعطاء عدد كبير من الولادات غير المرغوب فيها، مما أدى إلى إنشاء مئات من مراكز الولادة النازية الخاصة للعمال الأجانب للتخلص من أطفالهم.
توفي العديد من أستربيستعندما استهدفت غارات الحلفاء المصانع التي يعملون فيها ورفضت السلطات الألمانية السماح لهم بالدخول إلى ملاجئ القنابل مات الكثيرون أيضًا لأن السلطات الألمانية أمرت هم«بالعمل حتى الموت». [بحاجة لمصدر]
حاولت السلطات النازية توفير مثل هذه الظروف في المزارع، وأمرت المزارعين بإدماج العمال في القوى العاملة مع فرض فصل اجتماعي كامل، بما في ذلك عدم السماح لهم بالأكل على المائدة نفسها، ولكن ثبت صعوبة تطبيق ذلك. وقعت العلاقات الجنسية على وجه الخصوص على الرغم من الجهود المبذولة لرفع «الوعي العنصري» للمرأة الألمانية. عندما تفاقم الوضع العسكري في ألمانيا، تحسنت ظروف هؤلاء العمال غالبًا عندما حاول المزارعون حماية أنفسهم من الهزيمة.
خدم العمال الألمان الأصليون كمسؤولين ومشرفين على العمال القسريين في المصانع، وبالتالي لم ينشأ تضامن بين الأجانب والمواطنين الألمان. لقد اعتاد العمال الألمان على عدم المساواة التي تثيرها العنصرية ضد العمال وأصبحوا غير مبالين بمحنتهم.

### الإحصاء

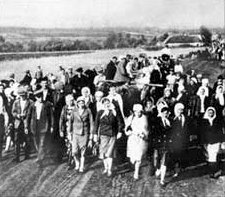
مغادرة الأوكرانيون من تشيركاشينا إلى ألمانيا النازية للعمل عام 1942

خلال الاحتلال الألماني لأوروبا الوسطى والشرقية في الحرب العالمية الثانية (1941-1944)، تم نقل أكثر من 3 ملايين شخص إلى ألمانيا كعمال أستربيست. وتشير بعض التقديرات إلى أن العدد يصل إلى 5.5 مليون. كان ما بين ثلثي وثلاثة أرباع الأستربيستأكثر من 3,000,000 من الأوكرانيين. حسب إحصائية البروفيسور وندوفور هي أن 2,244,000 أوكراني أجبروا على العمل بالسخرة في ألمانيا خلال الحرب العالمية الثانية. إحصائية أخرى تضع المجموع في حدود 2,196,166 أستربيست العبيد الأوكرانيين في ألمانيا (Dallin، p.   452). ربما يستبعد كل من هذه الإحصائيات مئات الآلاف من الأوكرانيين من غاليشينا، لذلك يمكن أن يصل المجموع النهائي إلى حوالي 2.5 مليون.

## العودة إلى الوطن

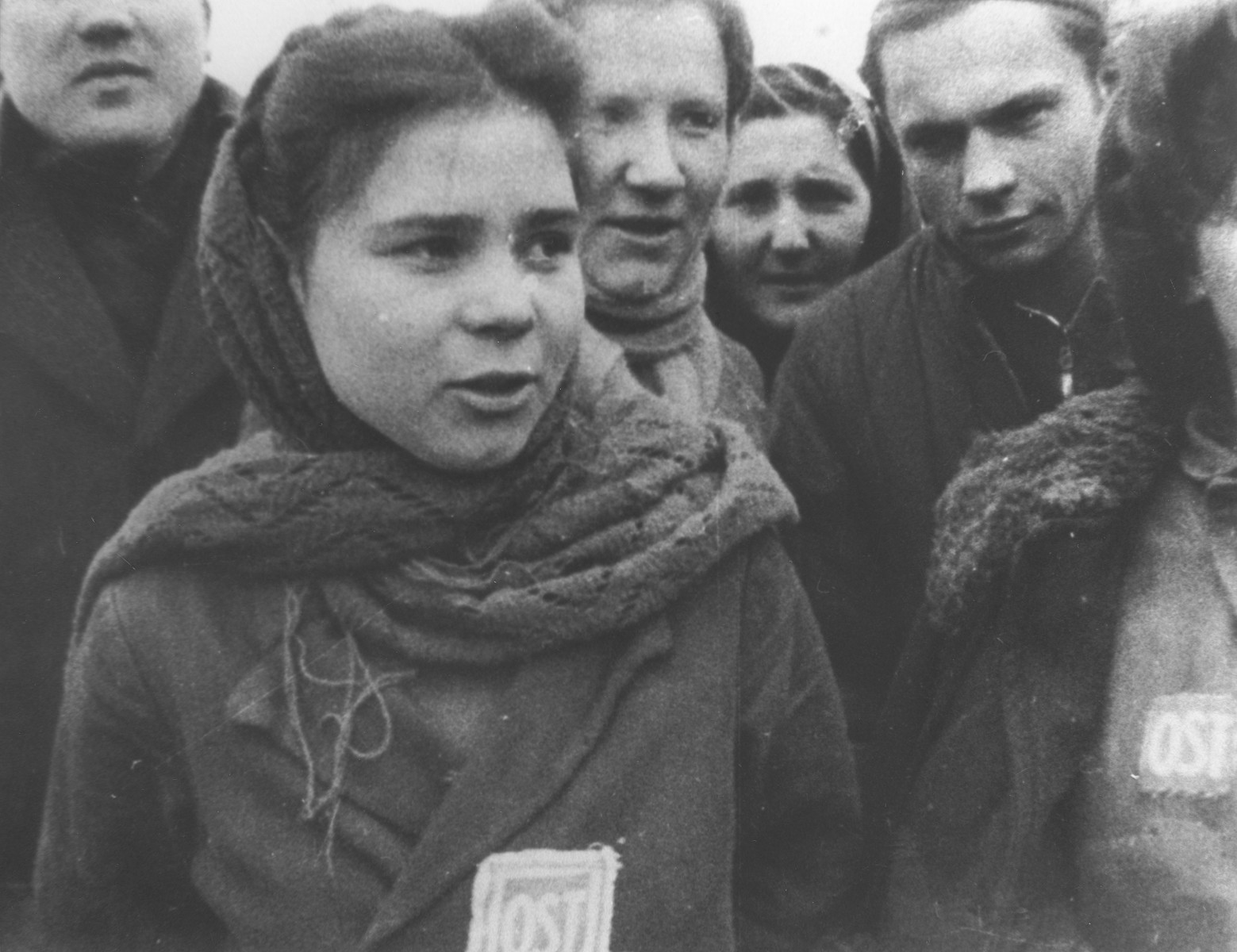
تحرير العاملات بالإكراه اللائي يرتدين شارات "أوست" (أستربيست) من معسكر بالقرب من لودز.

بعد الحرب، تم وضع الكثير من أستربيستفي البداية في مخيمات DP (اللمهجرين) والتي تم نقلهم منها بعد ذلك إلى كمبتنللمعالجة وإعادتهم إلى بلدهم الأصلي، في المقام الأول الاتحاد السوفيتي. استخدم السوفيت أيضا خاصة ألوية دعاية تحريضية لإقناع العديد من أستربيستإلى العودة.
في أكتوبر 1945، حظر الجنرال أيزنهاور استخدام القوة لإعادة أستربيست إلى الوطن في المنطقة الأمريكية. نتيجة لذلك، بدأ العديد من أستربيست في الهروب إلى المنطقة الأمريكية. عندما فضل البعض ال‘نتحار على العودة إلى الواقع السوفيتي.